# Hochfeld/Steinberg (Schweinfurt)
Hochfeld/Steinberg (Ortsangaben: am Hochfeld, am Steinberg) ist ein Stadtteil der kreisfreien Stadt Schweinfurt. Er wird für amtlich-statistische Zwecke als Bezirk 41 geführt. Das Hochfeld mit seiner innenstadtnahen und trotzdem ruhigen, südwestlichen  Hanglage ist der bekannteste und bevorzugteste bürgerliche Stadtteil Schweinfurts. Zum statistischen Bezirk 41 werden der Wildpark an den Eichen und der Sportpark Hundertäcker gezählt. Das Gebiet des Bezirks umfasst damit 3,7 km².

## Lage
Der Stadtteil liegt nordöstlich der Innenstadt auf einem Ausläufer der Schweinfurter Rhön und grenzt im Westen an den Marienbach, im Nordwesten an den Zellergrundbach und im Norden an die Gemeinde Üchtelhausen. Im Nordosten verläuft die Grenze zum Stadtteil Deutschhof entlang des westlichen Teils der Konrad-Adenauer-Straße und des nördlichen Teils der Elsa-Brandström-Straße. Im Osten und Süden läuft die Grenze zum Nordöstlichen Stadtteil (Kiliansberg) entlang Elsa-Brandström-Straße, Gustav-Adolf-Straße, Am Entensee und Klingenbrunnstraße.

## Sozialstruktur
| Status 31. Dez. 2022                               | Hochfeld/Steinberg Statistischer Bezirk 41 | Gesamtgebiet Schweinfurt |
| -------------------------------------------------- | ------------------------------------------ | ------------------------ |
| Deutsche                                           | 87,6 %                                     | 77,4 %                   |
| Ausländer                                          | 12,4 %                                     | 22,6 %                   |
| Anteil Doppelstaatler an der deutschen Bevölkerung | 13,4 %                                     | 17,1 %                   |

Der Stadtteil wird vom Schweinfurter Bürgertum geprägt und besitzt einen geringen Migrantenanteil, was sich auch in den Wahlergebnissen widerspiegelt. Bei der Bundestagswahl 2017 erreichten die Grünen mit 9,6 % das beste Ergebnis aller Schweinfurter Stadtteile.
Dabei ist zu berücksichtigen, dass das Quartier für Spätaussiedler (siehe: Breite Wiese) dem statistischen Bezirk 41 Hochfeld/Steinberg zugeordnet wurde, obwohl es mit dem Stadtteil weder topografisch noch funktional eine Einheit bildet. Dadurch wurde die Sozialstatistik verzerrt und ist weniger aussagekräftig für den eigentlichen Stadtteil. 

## Ortsteile und Ortslagen
Der Stadtteil besitzt fast ausschließlich gute Wohnlagen. Lediglich im Gemeindeteil Hochfeld entlang der Hauptzufahrt Albertistraße und der Einkaufsstraße Segnitzstraße (Wohnblocks) befinden sich mittlere Wohnlagen.

### Hochfeld

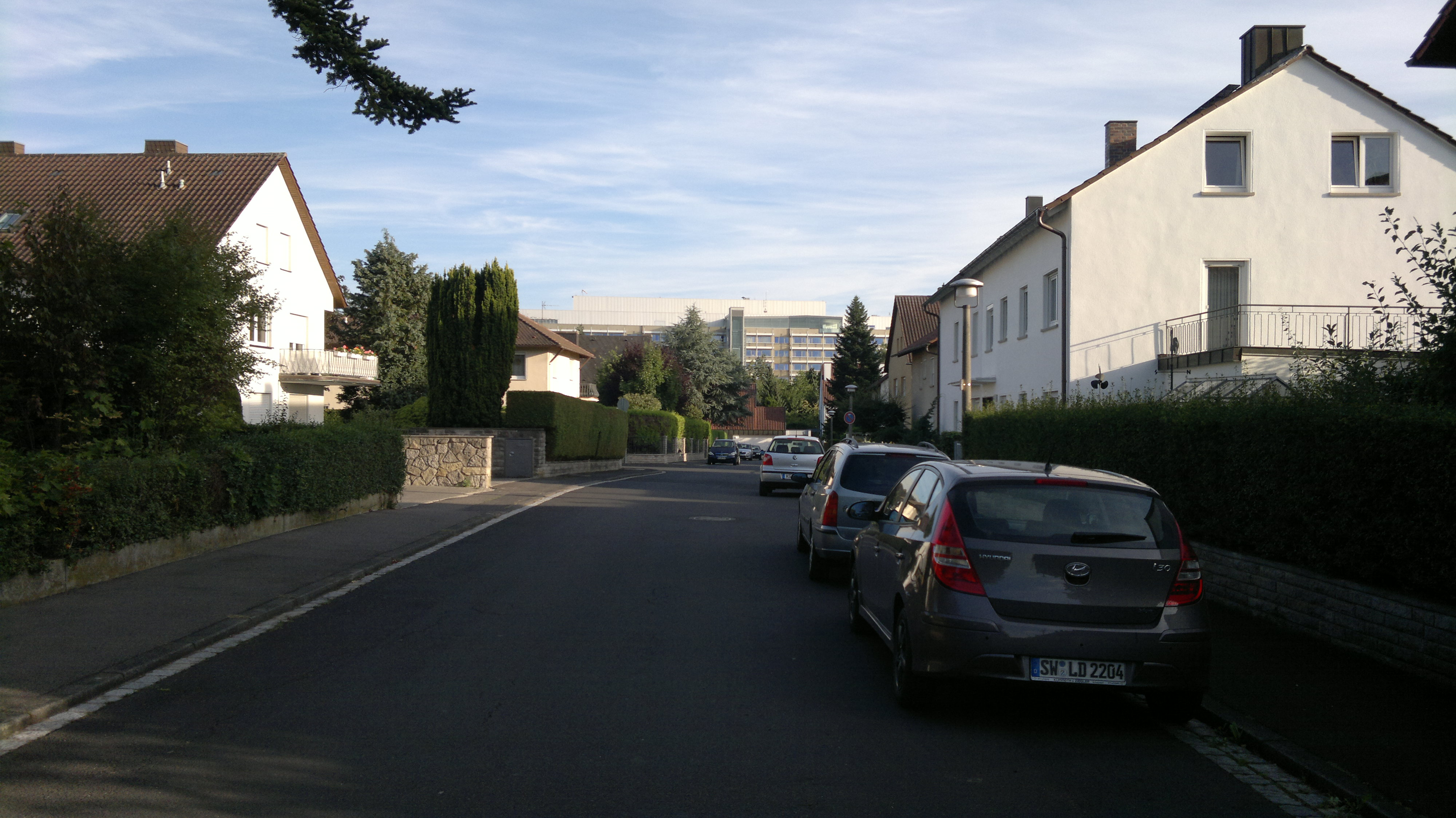
Hoefelstraße mit Blick auf das Leopoldina-Krankenhaus

In historischer Zeit war das Hochfeld mit Weinbergen durchsetzt; es wurde ab 1956 bebaut. Es besitzt das beste Image der Schweinfurter Stadtteile, weshalb Bauträger öfters auch angrenzende Gebiete als „Hochfeld“ bezeichnen. Es gilt als „Prominentenviertel“, obwohl es nur eine bürgerliche Wohngegend ist, im Gegensatz zum benachbarten, aber allgemein weniger bekannten Villenviertel Kiliansberg. 
Der bevorzugte Wohn-Stadtteil liegt zwischen Hochfeld-, Gustav-Adolf-, Elsa-Brandström- und Deutschhöfer Straße. Er enthält fast nur Einzel- und Doppelhäuser und lediglich im Nordosten Geschosswohnungen.
In der Nachkriegszeit lag das Hochfeld am Rande des bebauten Stadtgebietes und „rückte“ durch die große nordöstliche Expansion der Stadt (Deutschhof) im Laufe der Zeit in eine relativ zentrale Lage. Während die Ruhe erhalten blieb, was die Werte der Immobilien stark erhöhte, die auf dem freien Markt kaum angeboten, sondern meist in den Familien an die nächste Generation weitergegeben werden.

### Steinberg
Der Steinberg (bebaut seit ca. 1955) ist ebenfalls eine bevorzugte Wohnlage, vorwiegend mit Einzel- und Doppelhäusern und lediglich am oberen Steinberg mit Wohnblockzeilen. Das Viertel wird vom höchsten Gebäude der Stadt überragt, dem sogenannten Blauen Hochhaus; das 25 geschossige Bauwerk von 1964 war zur Zeit seines Bezugs das höchste Wohnhochhaus Deutschlands. Am oberen Rand des Steinbergs, am Stadtwald, wurde 1958 die großzügige, heute noch modern erscheinende Anlage des Sommerbades eröffnet, die in den 2000er Jahren zum Freizeitbad Silvana ausgebaut wurde.
Am Fuße des Steinbergs, im Zeller Grund, liegen die Sport-, Tennis- und Hallenanlagen der TG 48 Schweinfurt, eines traditionellen Vereins des Schweinfurter Bürgertums und eines der größten Vereine Unterfrankens.

Breite Wiese, Steinberg, Klingenhöhe
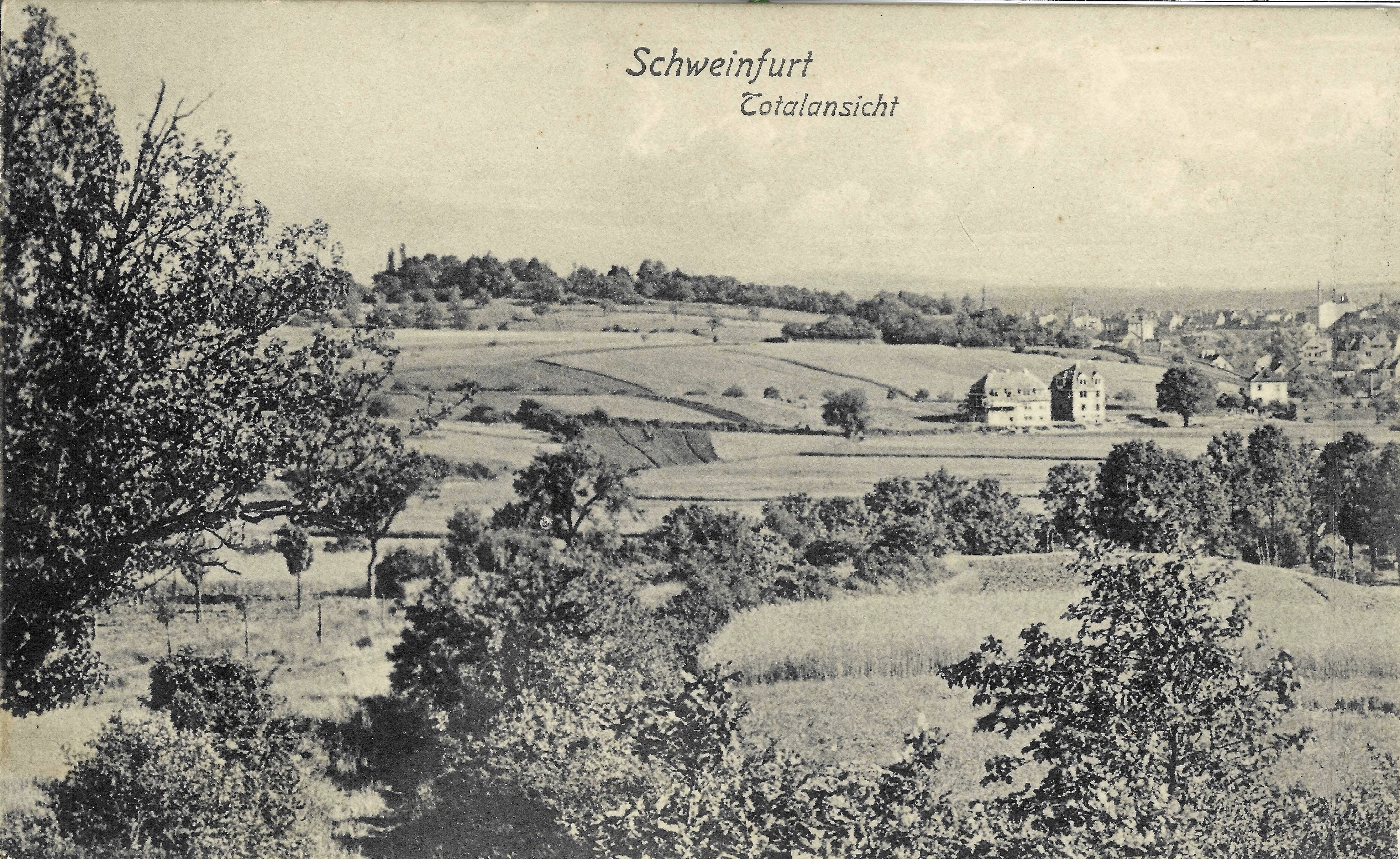
Blick von der Haardt über die Breite Wiese zum Steinberg in den 1920er Jahren. Mit drei Häusern im Mittelgrund (von links nach rechts): Lindenbrunnenweg Nr. 12/10, Nr. 8 und (rechts vom Baum) Deutschhöfer Straße Nr. 30. Dahinter die Klingenhöhe (Felder), dahinter ein Taleinschnitt (Klingenbrunnstraße) und dahinter der Teilberg (Bäume am Horizont, heute Hofrat-Graetz-Straße). Hinten rechts das Tal des Marienbachs mit dem östlichen Stadtrand

### Klingenhöhe
Die Klingenhöhe liegt oberhalb der Vorstadt Klingenbrunn und ist ein kleineres Wohnviertel am Osthang des Tals des Marienbachs. Es wird im Norden von der Deutschhöfer-, im Osten von der Hochfeld-, im Süden von der Klingenbrunnstraße und im Westen vom Marienbach begrenzt. Es besteht vorwiegend aus Einfamilien- und Doppelhäusern sowie kleineren Mehrfamilienhäusern, die im unteren Bereich in den 1920er und im Hauptbereich in den 1930er Jahren errichtet wurden.
An der Klingenbrunnstraße liegen Eingänge zu großen Bierkellern des einstigen Brauhauses Schweinfurt, die in den Teilberg führen und im Zweiten Weltkrieg als private Luftschutzkeller für Mitarbeiter der SKF dienten, die in der Umgebung wohnten.

### Breite Wiese
In den 1980er Jahren wurde im Tal des Marienbachs, an der Breiten Wiese am Fuß des Steinbergs, ein Wohnquartier für Spätaussiedler errichtet.

### Wildpark an den Eichen

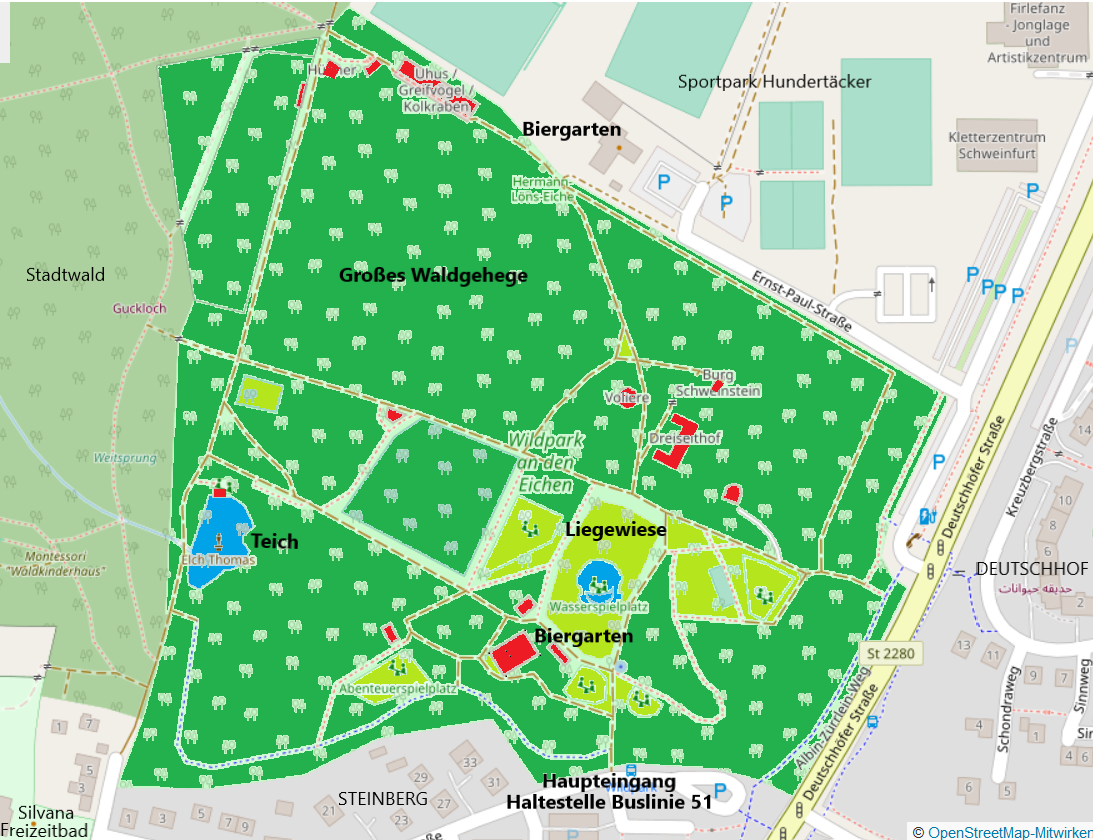
Plan des Wildparks an den Eichen

Der Wildpark an den Eichen ist ein Wildpark mit integrierter Freizeitanlage und Schaubauernhof, mit einer Fläche von 18 Hektar. Er gehört mit jährlich 600.000 Besuchern und 450 Tieren zu den meistbesuchten Erholungs- und Freizeiteinrichtungen Bayerns. Zwei größere Biergärten liegen im bzw. am Wildpark.

### Sportpark Hundertäcker
Im Norden des Stadtteils, vom Stadtwald umgeben, liegt der Sportpark Hundertäcker. Er wurde in den 1970er und 1980er Jahren u. a. mit den neuen Anlagen des Hockey-Klubs aufgebaut. Die bestehenden Anlagen des TV Jahn 1895 Schweinfurt wurden in den neuen Park integriert. 
Der Tennisclub Weiß-Blau baute dort, neben seinem Stammsitz von 1937 im Sachs-Stadion, weitere große Tennisanlagen auf. Gegen den danach aufkommenden Golfboom, als konkurrierende Sportart, konnte der Tennisclub nicht bestehen. Die Anlagen an den Hundertäckern verwahrlosten und wurden schließlich zurückgebaut. 2008 trat der neu formierte Tennisclub Schweinfurt die Nachfolge des Traditionsvereins an und beschränkte sich auf seinen Stammsitz.
Das Jonglier- und Artistikzentrum Firlefanz wurde 2010 an den Hundertäckern eröffnet. Der Deutsche Alpenverein Sektion Schweinfurt eröffnete 2015 auf einem Teil der früheren Tennisanlage eine Kletterhalle mit 120 Routen und einer 14 Meter hohen Hauptwand mit fünf Metern Überhang.

## Kultur

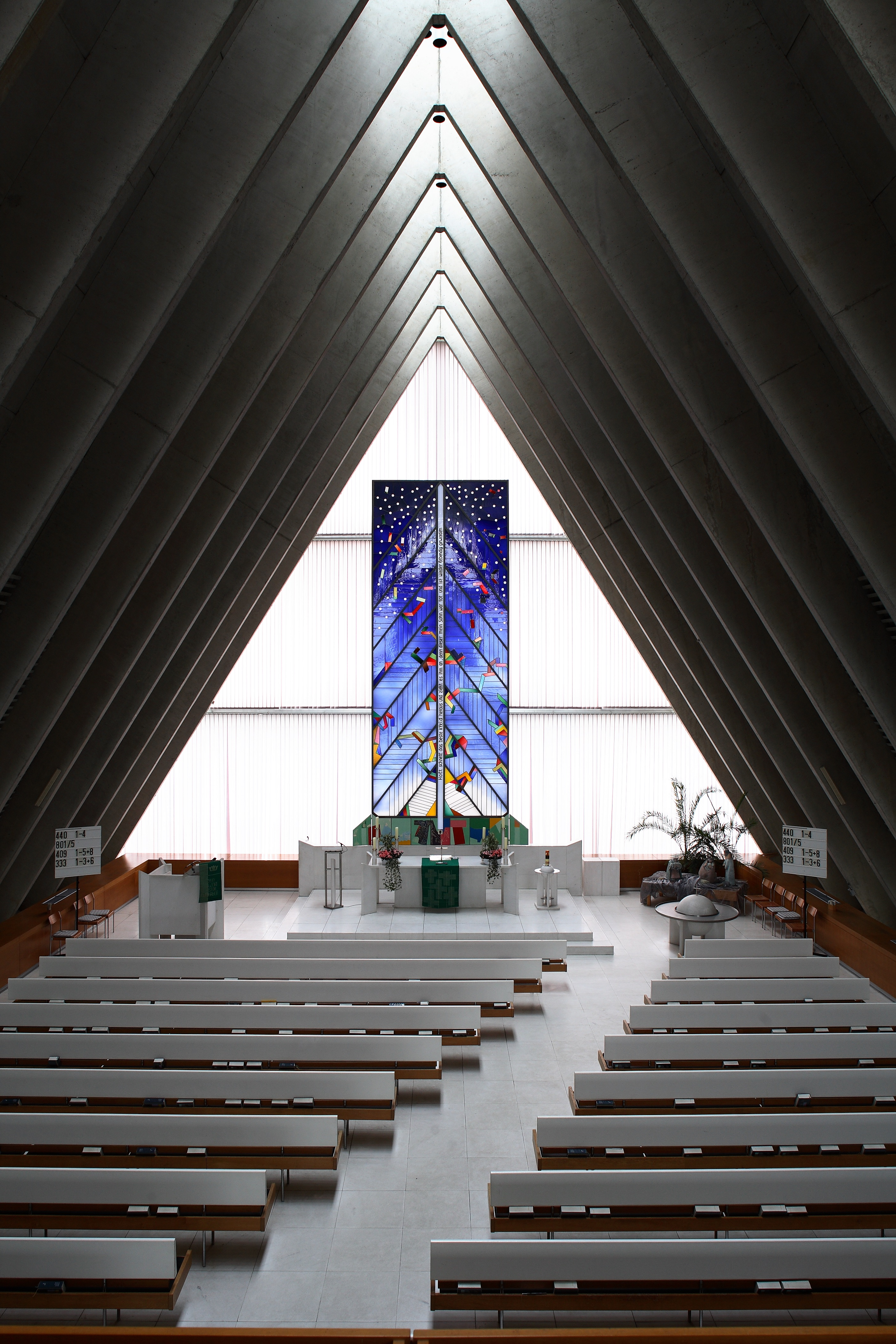
St. Lukas, Innenansicht

| Kirchen - St. Lukas (evang.) - St. Peter und Paul (kath.) | Vereine - TG 1848 Schweinfurt - TV Jahn 1895 Schweinfurt | - SC 1900 Schweinfurt - Deutsche Alpenverein, Sektion Schweinfurt |

## Infrastruktur

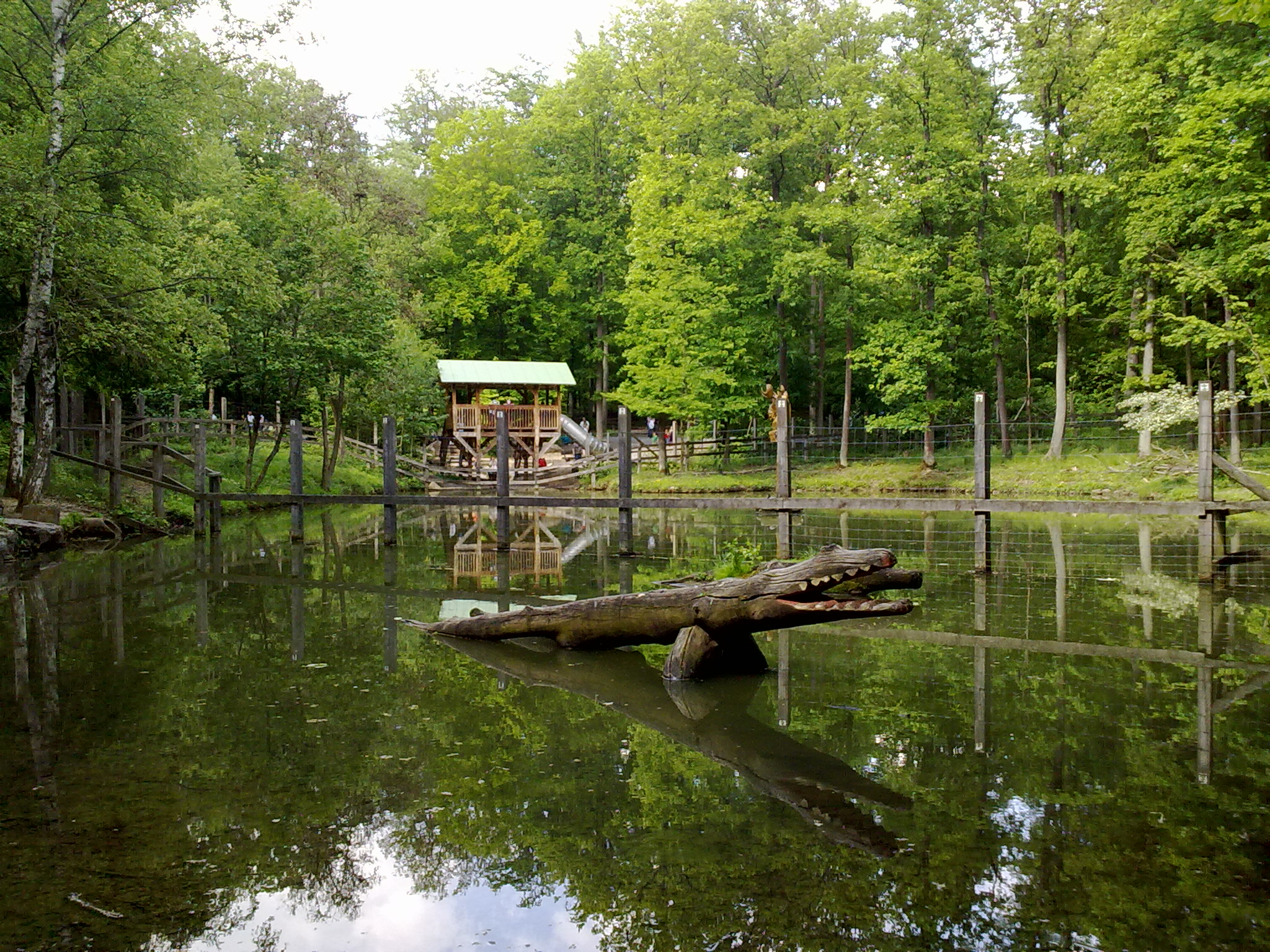
Ententeich im Wildpark

| Schulen - Kerschensteiner-Volksschule, mit Hallenbad Behörden - Staatliches Forstamt Verkehr - Die Stadtbuslinien 110 und 120 führen durch den Stadtteil, die Linie 100 tangiert ihn im Osten. - Staatsstraße St 2280 nach Bad Königshofen Freizeit - Silvana Freizeitbad (siehe: Steinberg) - Wildpark an den Eichen | - DAV-Kletterhalle (siehe: Sportpark Hundertäcker) - Sportanlagen des TV Jahn - Sportanlagen und Sporthallen der TG 1848 - Tennisplätze der TG 1848 - Minigolfanlagen im Wildpark und an der TG 1848 - Rodelbahn am Wildpark - Biergärten am Wildpark - Wanderwege ab dem Wildpark durch den Stadtwald und die Schweinfurter Rhön nach Zell und weiter zu Bayerns größtem Nationalen Naturerbe am Brönnhof - Wanderwege durchs Höllental in die Schweinfurter Rhön |

## Video
- Video: Kameraschwenk vom Blauen Hochhaus über Steinberg und Hochfeld 2015 (0:45 Min.)